# Saad Taher al-Hachémi
Saad Taher al-Hachémi est secrétaire d'État aux Affaires provinciales dans le gouvernement al-Maliki de mai 2006 en Irak.

Il est sunnite et adhérent aux Front d'accord irakien qui s'est constitué en vue des élections de décembre 2005.